# Eberóbriga
Eberóbriga fue una ciudad lusitana del siglo IV a. C. perteneciente a la tribu de los palantenses; situada en el hoy término municipal de Talaván, en la provincia de Cáceres, comunidad autónoma de Extremadura (España).

## Localización
El emplazamiento exacto de este poblamiento era en la actual dehesa de Juana Morena, junto al arroyo Marivicente y el camino de Talaván, a unos tres kilómetros del núcleo urbano de Talaván y a una altitud de unos cuatrocientos metros. Los restos se hallan esparcidos en una extensión de diez hectáreas, amontonados por los agricultores para no entorpecer las labores agrícolas (villares) o formando parte de la construcción de casas, establos y cercados para el ganado. También a finales del siglo XV, aprovechando estos materiales, se construyó en el lugar la ermita de San Gregorio, actualmente en ruinas. En 1913 se recogieron de la zona diversos materiales para los trabajos de construcción de la carretera de Torrejón el Rubio: esto propició el descubrimiento de la trascendental estela de Talaván.

## Hallazgos
Los hallazgos más importantes en el poblamiento fueron:
- En 1835 varias monedas romanas de la época del general Julio César; por este motivo se atribuyó erróneamente un posible origen romano de la cercana villa de Talaván y del puente sobre el arroyo del mismo nombre.
- En 1913, en la dehesa de Juana Morena (conocida antiguamente como la finca Los Villares) el descubrimiento de una estela funeraria (90X45X25 cm), con dos grandes huecos en la parte posterior para fijarla en posición vertical, que representaba la figura de una mujer (46X30 cm) y debajo una inscripción (35X30 cm), de seis líneas, la última en muy mal estado, cuyo texto es el siguiente:“MUNIDI EBE/ROBRIGAE/ TOUDOPALA/NDAIGAE AM/AIA BOVINA”. (A la diosa Munis de Eberóbriga del pueblo/asamblea/tribu de los Palan, Amaia Bovina cumplió su voto). Es una ofrenda de devoción a la diosa prerromana Munis (representada en la figura); esta divinidad está también presente en otras zonas de los lusitanos, Monsanto, Celorico da Beira, Paços de Ferreira y la región de Chaves en Portugal y como curiosidad es también una divinidad hindú, reafirmando el carácter indoeuropeo de este pueblo.

Del análisis de dicha inscripción se deduce que la ciudad de Eberóbriga estuvo habitada por la tribu lusitana de los Palantenses (también presentes en la inscripción de la cercana Alconétar, Garrovillas de Alconétar).

## Topónimo
El topónimo Ebeóbriga deriva de dos términos de origen celtibérico, lengua de la rama celta indoeuropea: el primero Ebero- para cuyo significado no hay unanimidad de criterios; existen tres hipótesis principales: manantial; otra es elevada, alta, ensalzada... y por último campo (igual que en alto alemán antiguo). Un prefijo similar lo encontramos según Fidel Fita (1914) en la ciudad de Embrun (Francia), que se llamó Eberodunum. Y un segundo término –briga, muy común en la hispania prerromana que significaría ciudad, fortaleza , castro...  Por lo que su traducción vendría a ser: ciudad del manantial, ensalzada, del campo... Un poco más distante es la teoría de Bosch Gimpera (1966) que la traduce como ciudad de los Eburones (los del tejo en celta). Los Eburones era una tribu germánica que habitaba en el territorio comprendido entre los ríos Rhin y Mosa. Otros topónimos similares: Eboracum (York, Gran Bretaña); Eburobriga  (Francia); Eburudunum (Yverdon, Suiza).